# Steven Thomas
Steven Thomas (East Point, Georgia, 12 juli 1967) is een Amerikaans advocaat en autocoureur.

## Carrière
Thomas is actief als advocaat bij TAF Attorneys, een bureau in Las Vegas. In 2010 begon hij zijn autosportcarrière in de SCCA Spec Racer Ford Pro Series. Tot 2020 bleef hij in SCCA-kampioenschappen rijden, waarin zijn beste kampioenschapsresultaat een derde plaats in de Formule Mazda-klasse van de SCCA Majors Championship Nationwide in 2019 was. In 2020 maakte hij ook zijn debuut in de enduranceracerij in de IMSA Prototype Challenge en reed hierin voor K2R Motorsports. Hij behaalde hier een podiumfinish in de seizoensfinale op Road Atlanta.
In 2021 debuteerde Thomas in de LMP2-klasse van het IMSA SportsCar Championship, waar hij bij WIN Autosport een auto met Tristan Nunez deelde. Hij behaalde zijn eerste zege op Watkins Glen International, een race waarin ook Thomas Merrill in de auto plaatsnam. Met 2026 punten werd hij, achter de inschrijving van Mikkel Jensen en Ben Keating, tweede in het kampioenschap.
In 2022 reed Thomas een dubbel programma in de IMSA en in het FIA World Endurance Championship (WEC). In de IMSA bleef hij actief in de LMP2-klasse, maar stapte hij over naar PR1/Mathiasen Motorsports, waar hij de enige vaste coureur in het team was. Hij behaalde twee podiumplaatsen op de Mid-Ohio Sports Car Course (met Jonathan Bomarito) en in de Petit Le Mans (met Nunez en Josh Pierson), waardoor hij met 1882 punten derde in de eindstand werd. In het WEC reed hij in de LMP2 Pro-Am Cup, waar hij voor Algarve Pro Racing de auto met James Allen en René Binder deelde. Hij behaalde twee overwinningen in de 24 uur van Le Mans en de 6 uur van Monza en eindigde in alle andere races op het podium. Met 154 punten werd hij, achter de inschrijving van Nicklas Nielsen, François Perrodo en Alessio Rovera, tweede in het klassement.
In 2023 kwam Thomas enkel uit in de IMSA, waar hij voor TDS Racing de auto met Mikkel Jensen deelde. Hij won de races op Laguna Seca en de Indianapolis Motor Speedway en werd zo met 1942 punten opnieuw derde in het klassement. Daarnaast reed hij in de LMP2 Pro-Am-klasse van de 24 uur van Le Mans, waar hij voor Tower Motorsports de auto met René Rast en Ricky Taylor deelde. Na 19 ronden moest de auto vanwege een ongeluk uitvallen.